# Южный морской лев
Южный морской лев (лат. Otaria flavescens) — южноамериканский вид ушастых тюленей (Otariidae).

## Внешний вид
Самцы могут достигать величины до 2,5 м и весить до 300 кг. На верхней стороне тела они тёмно-коричневые, на нижней окрашены в желтовато-коричневый цвет. Грива несколько светлее шкуры. Самки достигают лишь 2 м и весят до 140 кг. Их окраска светло-коричневая и на шкуре часто встречаются крупные пятна неправильной формы, разбросанные по всему телу.

## Распространение
Ареал южных морских львов простирается вдоль тихоокеанского побережья Южной Америки от Перу до Огненной Земли, а также вдоль атлантического побережья до юга Бразилии. Колонии южных морских львов существуют также на Фолклендских островах. Отдельные странствующие особи иногда встречаются и вдали от основных колоний, к примеру на Галапагосских островах или на более северных участках бразильского побережья. Однако, как правило, южные морские львы предпочитают находиться вблизи своих колоний.

## Размножение
Воспроизводственное поведение напоминает других ушастых тюленей. Зрелые самцы встречают самок на побережье и борются между собой за участки берега. В этих поединках соперники пытаются укусить друг друга, нередко дело доходит до крови и глубоких ран. Более слабые самцы в ходе боёв вытесняются на край колонии, в то время как наиболее сильные добывают право на самые престижные места в центре лежбища. При выходе на берег самки входят в гарем того самца, которому принадлежит соответствующий участок. Гарем может состоять из 18 самок, но чем ближе участок самца к краю колонии, тем меньше его гарем. В среднем у каждого самца при спаривании имеется по три самки. Самцы постоянно следят за тем, чтобы самки не покинули их участки. При этом они нередко проникают на соседние участки и вступают в конфликт с их хозяевами. Молодые самцы иногда сбиваются в холостяцкие группы численностью до десяти животных, регулярно пытаясь проникнуть в колонию, похитить самку и с ней спариться. Находясь на суше от двух до трёх месяцев, самец почти не ест и не спит.
После беременности, срок которой составляет около 350 дней, самка рождает на свет по одному детёнышу. Роды происходят сразу после выхода на берег и накануне нового спаривания.

## Систематика
У южного морского льва в настоящее время существуют два научных названия — Otaria byronia (Blainville, 1820) и Otaria flavescens (Shaw, 1800). По правилам Международного кодекса зоологической номенклатуры (МКЗН) действительным является более старое имя, flavescens. Однако Джордж Шоу описал в 1800 году детёныша, названного им Phoca flavescens, описание которого не очень подходит к южным морским львам. Поэтому некоторые зоологи отвергают его и считают Otaria byronia первым правильным описанием вида и действительным названием. У обоих названий есть свои сторонники, называющие другое название «устаревшим». Решение МКЗН, способное разрешить спор, пока отсутствует.